# Reith im Alpbachtal
Reith im Alpbachtal é um município da Áustria, situado no distrito de Kufstein, no estado do Tirol. Tem 27,41 km² de área e sua população em 2019 foi estimada em 2.731 habitantes.